# Абель, Кларк
Кларк А́бель (англ. Clarke Abel; 1789—1826) — британский врач, натуралист, ботаник и зоолог, исследователь флоры и фауны Китая, Индии, Индонезии.

## Биография
Абель в качестве натуралиста экспедиции сопровождал лорда Уильяма Питта Амхерста во время поездки по Китаю в Пекин в 1816 году. В результате этой поездки, в 1818 году, он написал и издал рассказ «Narrative of a Journey into the interior of China, and of a voyage to and from this country», после чего получил известность как натуралист.

## Научная деятельность
Абель — первый западный учёный, сообщивший о наличии орангутана на острове Суматра.
В 1816 году Абель впервые собрал отдельные экземпляры и семена растения, которое теперь носит имя Абелия китайская (Abelia chinensis). Британский ботаник Роберт Броун в 1818 году назвал его именем род растений, обнаруженных Абелем в Китае: Абелия (Abelia) подсемейства Линнеевые (Linnaeaceae).

### Публикации
- Narrative of a Journey in the Interior of China and of a Voyage to and from that Country, in 1816 and 1817. — London: Printed for Longman, Hurst, Rees, Orme, and Brown, 1818. — 420 p.